# Avenida Angélica
A Avenida Angélica é uma via localizada nos bairros de Santa Cecília e Higienópolis, nos distritos de Santa Cecília e Consolação, no centro da cidade de São Paulo, capital do estado de São Paulo, Brasil.

## História

Palácio de Charlottenburg, inspiração para residência de Dona Maria Angélica

Homenageia Dona Maria Angélica de Sousa Queirós Aguiar de Barros, situando-se seu palacete (inspirado no Palácio de Charlottenburg, Alemanha), na esquina com a Alameda Barros, posteriormente demolido.
Tanto a avenida Angélica como a alameda Barros receberam seus nomes em homenagem à distinta senhora, filha do Barão de Sousa Queirós, senador do Império, abastado fazendeiro e proprietário na cidade de São Paulo, e de Antônia Eufrosina Vergueiro. Foi casada com Francisco Aguiar de Barros. Recebeu o título pessoal de baronesa outorgado pelo Vaticano, por seu trabalho de benemerência junto à Associação de Caridade Damas de São Vicente de Paulo.
O local onde hoje se situa a avenida era parte da Chácara das Palmeiras de mais de 25 alqueires, originalmente pertencente a Francisco José Leite Pereira da Gama e depois a Frederico Borghoff. Foi arrematada em leilão, em 23 de janeiro de 1874, por Francisco de Aguiar Barros.
Ocupada em seu início por chácaras, posteriormente por ricos palacetes da elite, mais tarde demolidos para darem lugar a edifícios residenciais em sua grande maioria.
No nº 626, com um projeto de Ramos de Azevedo, de 1910, que pertenceu a Dona Sebastiana de Sousa Queirós, palacete construido no antigo pomar da residência de Dona Angélica de Barros, ainda conserva os portões que eram utilizados para passagem dos veículos a tração animal. Passou a pertencer ao Governo Federal, ocupado pelo Instituto do Patrimônio Histórico e Artístico Nacional (8º Distrito do IPHAN).
É cortada por importantes vias, como a Avenida Higienópolis, as ruas Maranhão, Piauí, esta cortando a Praça Vilaboim, a Rua Alagoas entre outras.
Abriga praças como a Praça Marechal Deodoro e o Parque Buenos Aires, que tem o parque dos cães, pensado especialmente para os cachorros, apresentando área cercada onde eles podem correr livres e se socializar.  Em seu término, se encontra a Praça Marechal Cordeiro de Farias, que se localiza no final da Avenida Paulista.

## Transporte
A Companhia do Metropolitano de São Paulo (Metrô) confirmou a mudança do local que abrigaria uma das estações no bairro de Higienópolis, da linha 6-laranja, que liga a zona norte ao centro da capital paulista. A linha tinha previsão de ficar pronta em 2017. De acordo com o Metrô, a decisão da mudança do endereço partiu do secretário de Transportes Metropolitanos, Jurandir Fernandes, após analisar projetos da linha.
Em nota o Metrô-SP se posiciona sobre o projeto da futura linha 6-Laranja - STM -12 de maio de 2011 
A Companhia do Metropolitano de São Paulo (Metrô) definiu o local exato onde pretende construir a polêmica estação da Linha 6-Laranja, em Higienópolis. A parada foi batizada de 'Angélica-Pacaembu' e ficará na Rua Sergipe, entre a Rua Ceará e a Rua Bahia. Haverá ainda outras duas saídas: uma na Rua Bahia, para o Pacaembu, e outra para a Fundação Armando Álvares Penteado (Faap). Será conhecida como a "Linha das Universidades", por vir da Pontifícia Universidade Católica de São Paulo, servir a Fundação Armando Alvares Penteado e a Universidade Presbiteriana Mackenzie, com ligação à linha Amarela. Em maio, o Metrô anunciou a mudança e foi criada uma polêmica, pois se levantou a hipótese de que a alteração seria para agradar aos moradores. A companhia diz que a decisão foi técnica.